# Chalcocit
Chalcocit, đồng (I) sulfide (Cu2S), là một loại khoáng vật quặng quan trọng của đồng. Nó không trong suốt, có màu xám tối đến đen với ánh kim loại. Chalcocit có độ cứng từ 2,5 đến 3, kết tinh theo hệ tinh thể trực thoi.
Chalcocit đôi khi được tìm thấy trong các mạch nhiệt dịch ở dạng khoáng vật nguyên sinh. Tuy nhiên, hâu hết chalcocit có mặt trong môi trường được làm giàu supergene trong đới oxy hóa của các quặng đồng do sự rò rỉ đồng từ các khoáng vật bị oxy hóa. Nó đôi khi cũng được tìm thấy trong các đá trầm tích.
Chalcocit đã được khai thác hàng thế kỷ và là một trong những quặng đồng có giá trị kinh tế do nó chứa hàm lượng đồng cao (67% tỷ số nguyên tử và gần 80% về khối lượng) và có thể dễ dàng tách lưu huỳnh ra khỏi quặng của nó. Still, Nó không được xem là nguồn quặng đồng sơ cấp do sự khan hiếm của nó.
Các tinh thể chalcocit mịn khá không phổ biến và được ưa thích. các mỏ đã khai thác hết hiện nay ở Cornwall, Đảo Anh và Bristol, Connecticut đã từng sản xuất các tinh thể chalcocit có hình dạng tuyệt đẹp.
Khoáng vật chalcocit thứ sinh được hình thành từ sự thay thế của các khoáng vật khác, hay ở dạng giả hình của một số khoáng vật khác nhau. Dạng giả hình là dạng mà các nguyên tử của khoáng vật đã được thay thế bởi một các nguyên tử của các khoáng vật khác ở cùng vị trí trong ô mạng nên vẫn giữ được cấu trúc tinh thể của chúng. Chalcocit còn được biết đến với các dạng giả hình của các khoáng vật như bornit, covellit, chalcopyrit, pyrit, enargit, millerit, galen và sphalerit.
Tên gọi chalcocit có nguồn gốc từ tiếng La Tinh tiếng Hy Lạp khalkos được thay thế bằng chalcosine có nghĩa là đồng. Nó cũng còn được gọi là redruthit, đồng thủy tinh và đồng-glance.

## Hình

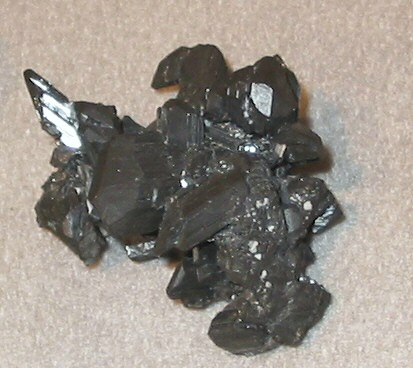
Chalcocit, Hartford Co., CT Hoa Kỳ